# Robert Goodloe Harper

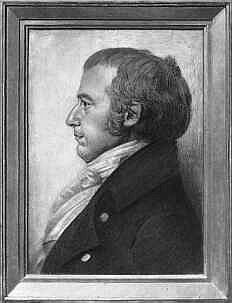
Robert Goodloe Harper

Robert Goodloe Harper (* Januar 1765 bei Fredericksburg, Colony of Virginia; † 14. Januar 1825 in Baltimore, Maryland) war ein US-amerikanischer Politiker der Föderalistischen Partei, der den Bundesstaat Maryland im US-Senat vertrat. Außerdem saß er für South Carolina im Repräsentantenhaus der Vereinigten Staaten.

## Leben
Robert Harper kam als fünftes Kind und erster Sohn von Jesse Harper und Emily Diane Goodloe im Januar 1765 nahe Fredericksburg zur Welt; sein genaues Geburtsdatum ist nicht überliefert. Die Familie zog um das Jahr 1769 nach Granville in South Carolina. Zunächst wurde Harper von seinen Eltern unterrichtet, später besuchte er die örtliche Grundschule. Mit 15 Jahren schloss er sich einem Freiwilligenkorps an und kämpfte als Kavallerist in der Kontinentalarmee. Später betätigte er sich als Landvermesser, wobei er 1783 nach Kentucky und Tennessee kam.
Im Jahr 1785 machte er seinen Abschluss am College of New Jersey, der heutigen Princeton University. Danach kehrte er nach South Carolina zurück, studierte in Charleston die Rechtswissenschaften, arbeitete als Lehrer und wurde 1786 in die Anwaltskammer aufgenommen, worauf er zunächst im 96. Gerichtsbezirk von South Carolina tätig war, ehe er sich 1789 wieder in Charleston niederließ. Im Jahr 1800 heiratete er Catherine Carroll, mit der er vier Kinder hatte.

## Politik
Harpers politische Laufbahn begann mit der Mitgliedschaft im Repräsentantenhaus von South Carolina, dem er von 1790 bis 1795 angehörte. Am 9. Februar 1795 zog er als Vertreter des fünften Kongresswahlbezirks von South Carolina in das US-Repräsentantenhaus ein, wo er die Nachfolge des verstorbenen Alexander Gillon antrat. Nach mehrfacher Wiederwahl verblieb er bis zum März 1801 im Kongress. Während dieser Zeit fungierte er unter anderem als Vorsitzender des Committee on Ways and Means. Außerdem gehörte er zu jenem Abgeordnetengremium, das im Jahr 1797 das Amtsenthebungsverfahren gegen US-Senator William Blount aus Tennessee beaufsichtigte.
Nach seiner Zeit im Repräsentantenhaus zog Harper nach Maryland, wo er sich als Anwalt betätigte. Während des Britisch-Amerikanischen Krieges stieg er bis zum Generalmajor auf. Im Jahr 1815 half er beim Aufbau der Baltimore Exchange Co. und wurde Mitglied in deren Board of Directors. In seiner neuen Heimat blieb er auch politisch aktiv und bewarb sich erfolgreich um ein Mandat im Senat von Maryland. Im Januar 1816 kehrte er als US-Senator für Maryland in den Kongress zurück, wo er aber nur bis zu seinem Rücktritt im Dezember desselben Jahres verblieb.
Bei der Präsidentschaftswahl 1816 war Robert Harper einer von vier Kandidaten für die Vizepräsidentschaft an der Seite des unterlegenen föderalistischen Bewerbers Rufus King. Er erhielt im Electoral College die drei Wahlmännerstimmen des Staates Delaware. Bei der Präsidentschaftswahl 1820 stellten die Föderalisten keinen eigenen Kandidaten mehr für das höchste Staatsamt auf. Harper war eines von vier Mitgliedern seiner Partei, die beim Wahlgang für die Vizepräsidentschaft Stimmen erhielten: Ein Wahlmann votierte für ihn.
In den Jahren 1819 und 1820 reiste Harper ausgiebig durch Europa. Als der Marquis de Lafayette 1824 Baltimore besuchte, war Harper maßgeblich an den Festlichkeiten beteiligt. Er starb im folgenden Jahr in Baltimore und wurde zunächst auf dem Familienfriedhof seines Landsitzes „Oakland“ beigesetzt; später wurde er auf den Greenmount Cemetery von Baltimore umgebettet.